# Olav Eikeland
Olav Eikeland (født 10. oktober 1955, død 1. september 2023) var en norsk filosof og beskæftigelsesforsker. I 2008 blev han professor i arbejdsforskning og forskningsleder for Programmet for forskning i uddannelse arbejde ved OsloMet Universitetet (tidligere Høgskolen i Oslo og Akershus).
Fra 2012 var han vicedekan ved fakultetet for uddannelse og Internationale Studier. Han var Forsker ved Forskningsinstituttet for Arbejde fra 1985 til 2008 og fungerede som instituttets leder i perioden 2003 til 2004.

## Publikationer
- The Ways of Aristotle, Bern: Peter Lang, 2008[4]
- Action research and organisation theory, Frankfurt am Main: Peter Lang, 2008, with Anne Marie Berg[5]
- Erfaring, dialogikk og politikk; et begrepshistorisk og filosofisk bidrag til rekonstruksjonen av empirisk samfunnsvitenskap, 1992[6]